# Roupala cordifolia
Roupala cordifolia là một loài thực vật có hoa trong họ Quắn hoa. Loài này được Kunth miêu tả khoa học đầu tiên năm 1817.